# Rebecca Wentworth
Rebecca Wentworth is een personage uit de Amerikaanse soapserie Dallas. De rol werd vertolkt door actrice Priscilla Pointer. Ze verscheen voor het eerst in de negende aflevering van het vierde seizoen. In de achttiende aflevering keerde ze terug om van dan af regelmatig te verschijnen. Aan de start van het zesde seizoen verscheen haar naam na de openingstune als een van de hoofdpersonages. Haar laatste optreden was in de achttiende aflevering van het zesde seizoen.

## Personagebeschrijving

### Voorgeschiedenis
Rebecca Blake groeide op in de achterbuurten van Dallas. Ze trouwde met Digger Barnes, die een fortuin vergaard en verbrast had. Hij koesterde wrok tegen Jock Ewing omdat hij vond dat hij zijn fortuin afgenomen had en ook zijn grote liefde Ellie Southworth. Digger dronk veel als hij ongelukkig was dus deed Rebecca haar best om hem gelukkig te maken. Ze kregen een eerste kind, Tyler. Na zes maanden werd Tyler echter ziek, hij had iets aan zijn ruggenmerg en had veel pijn en overleed. Het koppel was hier het hart van in en na een tijdje werd Rebecca opnieuw zwanger. Tijdens haar zwangerschap liep ze op haar tenen en bad ze om een gezond kind. Dat kreeg ze ook met kleine Clifford. Ze verwende hem heel en Digger waarschuwde haar dat ze van hem een mama's-kindje maakte. Twee jaar later kregen ze opnieuw een baby, Catherine. Toen Catherine bijna een jaar oud was werd ze ziek. Rebecca herkende meteen dezelfde symptomen als bij Tyler en ook Catherine stierf.
Digger kon het verlies van een tweede kind moeilijk verwerken en verdween wekenlang, terwijl Rebecca geen familie had en niet veel geld had. Digger keerde stomdronken terug en met het weinige geld dat hij verdiende ging hij naar de kroeg. Rebecca was niet gelukkig maar was te bang om weg te gaan. Rebecca kreeg een verhouding met Hutch McKinney, de voorman op de Southfork Ranch. Ze werd zwanger en wist dat het van Hutch was, omdat ze al maanden niet meer met Digger geslapen had.
Rebecca biechtte op wat ze gedaan had en Digger vertrok, Rebecca dacht dat hij naar de kroeg gegaan was. 's Avonds keerde hij terug en zei dat ze hun spullen moest pakken want ze gingen verhuizen naar Corpus Christi. Later hoorde Rebecca dat Hutch McKinney verdwenen was en dat Jock hem ontslagen had nadat hij ontdekte dat hij een dief was. Digger behandelde Rebecca als vuil en ze vreesde zelfs voor haar veiligheid. Na de geboorte van de gezonde Pamela ging het nog meer bergaf. Digger zag Pamela als zijn eigen dochter en aanbad haar en Cliff, maar verachtte Rebecca. Ze kon niet meer leven in het liefdeloze huwelijk en besloot te vluchten. Ze had geen geld en vreesde voor haar leven als ze de kinderen zou meenemen. Ze besloot de kinderen achter te laten in de hoop dat Digger ze door zijn zuster zou laten opvoeden. Digger vertelde zijn kinderen dat Rebecca overleden was.
Ze verhuisde naar Kingsville en werd serveerster en nam een andere naam aan. Ze leerde daar een verkoper kennen die haar overtuigde om met hem mee te gaan. In de hoop voor een beter bestaan deed ze het. Ze veranderde haar naam wel twintig keer, altijd beginnend met de letter B van haar meisjesnaam. De laatste naam die ze aannam was Burke. Nadat de relatie met de verkoper eindigde vestigde ze zich in Houston en volgde een secretariaatsopleiding. Ze ging werken voor het bedrijfje Wentworth Tool & Die en werd secretarresse van Herbert Wentworth. De twee werden verliefd en ze trouwden in 1960. Rebecca hield veel van Herbert en ze hadden een gelukkig huwelijk en kregen een dochter Katherine. Niemand wist van het vorige leven van Rebecca af. Wentworth werd intussen een groot bedrijf en ze woonden in een grote villa. Rebecca hoorde nu bij het chique volk, maar dacht elke dag nog aan de kinderen die ze achter gelaten had.

### Tijdens Dallas
Nadat Ray Krebbs een huis ging bouwen op Southfork werd een lijk opgegraven dat van Hutch McKinney bleek te zijn. Jock werd voor het gerecht gedaagd maar werd vrijgesproken nadat Digger op zijn sterfbed opbiechtte dat hij Hutch vermoord had en dat hij de vader van Pamela was, hij vertelde ook dat Rebecca nog leefde. Pamela ging op zoek naar haar moeder terwijl het Cliff niet veel interesseerde omdat hij het Rebecca kwalijk nam dat hij hen in de steek gelaten had. Via een privé-detective vond Pamela Rebecca. Ze maakte een afspraak met haar en confronteerde haar, maar Rebecca deed alsof ze de verkeerde voorhad. Kort daarna kwam ze Pamela tegen toen ze met Herbert naar een bal ging voor Dave Culver in Dallas. Pamela zei tegen Rebecca dat Cliff ook in de zaal was, even later was Rebecca verdwenen. Kort daarna zocht Rebecca Pamela op om haar te zeggen dat ze toch haar moeder was en legde uit waarom ze was weggegaan en haar achter gelaten had. Echter kon ze geen contact houden omdat ze het niet aan Herbert wilde vertellen. Enkele maanden later overleed Herbert aan een hartaanval. Nadat ze eerst steun zocht bij Katherine besloot Rebecca nu dat ze ook haar andere twee kinderen weer in haar leven wou. Ze besloot naar Dallas te verhuizen en nam haar intrek in een appartement. Pamela ontving haar met open armen. Ze dacht dat Cliff dit niet zou doen omdat hij nooit geïnteresseerd was in haar zoektocht en ervan uitging dat ze al dood zou zij en zelfs als ze zou leven zou ze dood zijn voor hem. Pamela zei ook dat Cliff zeker niet mocht weten dat Rebecca rijk was anders zou hij misschien enkel en alleen om die reden vriendelijk zijn tegen haar.
Ze zocht Cliff op en gaf zich uit voor een vriendin van Rebecca, maar hij wees haar de deur. Later zag Cliff haar eten met Pam en waarschuwde haar, toen vertelde ze dat het geen vriendin was van hun moeder maar hun moeder. Cliff nodigde Rebecca uit en maakte haar het ene verwijt na het andere. Ze dacht dat het beter was om te vertrekken. Toen ze in de deuropening stond riep Cliff waarom heb je nog geen drop genomen, ik weet dat je dat zo graag hebt. Rebecca omhelst haar zoon en ze verzoenen zich. De komst van Rebecca was een godsgeschenk voor haar kinderen. Pamela ging door een crisis omdat ze geen kinderen kon krijgen en ook Cliff had het moeilijk nu zijn politieke carrière voorbij was. Rebecca maakte hem directeur van Wentworth Tool & Die. Katherine kwam kennis maken met haar broer en zus en hoewel ze het goed kon vinden met Pamela ging het minder met Cliff omdat ze vond dat die haar vaders plaats innam in het bedrijf.
Rebecca werd bevriend met Miss Ellie, maar hun vriendschap stond vaak onder spanning door de vete tussen J.R. en Cliff. Op een barbecue op Southfork zag ze Clayton Farlow opnieuw, die ze al jaren kende. De twee spraken occasioneel af en Rebecca dacht dat het wel meer kon worden. Ze was jaloers toen bleek dat hij ook interesse toonde in Ellie. Via Marilee Stone zette J.R. een valstrik op voor Cliff die Wentworth miljoenen kostte. Rebecca was furieus dat ze Cliff de vrije hand gegeven had en ontsloeg hem. Kort daarop probeerde hij zelfmoord te plegen. Rebecca draaide bij en wilde Cliff steunen en zwoer zich te wreken op de Ewings. Inmiddels was ze verhuisd naar een villa.
Nadat Wade Luce met pensioen was gegaan, kocht ze Luce Oil van hem zodat Cliff J.R. kon aanpakken. Cliff wilde dit niet meer, maar Rebecca overtuigde hem ervan dat hij nu met gelijke wapens streed omdat zij over veel geld beschikte. Pamela wilde dat de oorlog stopte, Rebecca kwam zelfs niet naar Southfork om haar kleinzoon Christopher te zien. Rebecca werd milder en kwam weer naar Southfork. Ze raakte opnieuw bevriend met Ellie, maar bleef J.R. haten.
Via haar connecties liet dwarsboomde ze J.R. omdat Wentworth geen zaken wilde doen met raffinaderijen die met J.R. handelden. Toen J.R. een raffinaderij in Houston wilde kopen wilde ze ook daar een stokje voor steken omdat ze de eigenaar kende. Cliff zou naar Houston vliegen. Bij een bezoek op Southfork versprak ze zich door te zeggen dat ze Cliff naar de luchthaven bracht zodat hij J.R. kon dwarsbomen. Ze verontschuldigde zich nog bij Ellie, die zei dat ze zich niet meer bekommerde over de ruzies in haar familie. Door een ruzie met Afton Cooper was Cliff verdwenen. Rebecca besloot dan maar om zelf naar Houston te vliegen, echter stortte het vliegtuig neer, ze overleefde de crash maar werd met zware verwondingen naar het ziekenhuis overgebracht. De volgende ochtend overleed ze, maar ze was wel nog even bij bewustzijn geweest en ze vroeg aan Pamela om voor Cliff te zorgen.
In haar testament liet ze een som geld na aan Afton Cooper. Cliff kreeg volledige controle over Barnes-Wentworth Oil Company. Pamela en Katherine erfden Wentworth Industries en Wentworth Tool & Die, het eerste bedrijf van Herbert Wentworth werd verdeeld onder Pamela, Katherine en Cliff.